# Austrocallerya pilipes
Austrocallerya pilipes là một loài thực vật có hoa trong họ Đậu. Năm 1890 Frederick Manson Bailey công bố mô tả khoa học cho danh pháp Millettia pilipes tại trang 108 của Second Addenda to Third Supplement of the Synopsis of the Queensland Flora (in trong Catalogue of the Indigenous and Naturalised Plants of Queensland). Năm 2019, James A. Compton và Brian D. Schrire thiết lập chi Austrocallerya và chuyển nó sang chi này.

## Mẫu định danh
T.L.Bancrofts.n.. do Thomas Lane Bancroft thu thập khoảng năm 1885-1886, BRI-AQ0022887 (Phòng mẫu cây Queensland ở Brisbane (BRI), holotype); BM000810924 (Bảo tàng Lịch sử Tự nhiên ở London (BM), isotype).

## Phân bố
Loài này được tìm thấy tại Australia (Queensland). Là loài dây leo rừng mưa trên các cây gỗ và cây bụi, ở cao độ 300-1.200 m.